# Caspar Friedrich Wolff

Caspar Friedrch Wolff, sylwetka profilu autorstwa F. Anting (1784), jeden z dwóch istniejących wizerunków Wolffa

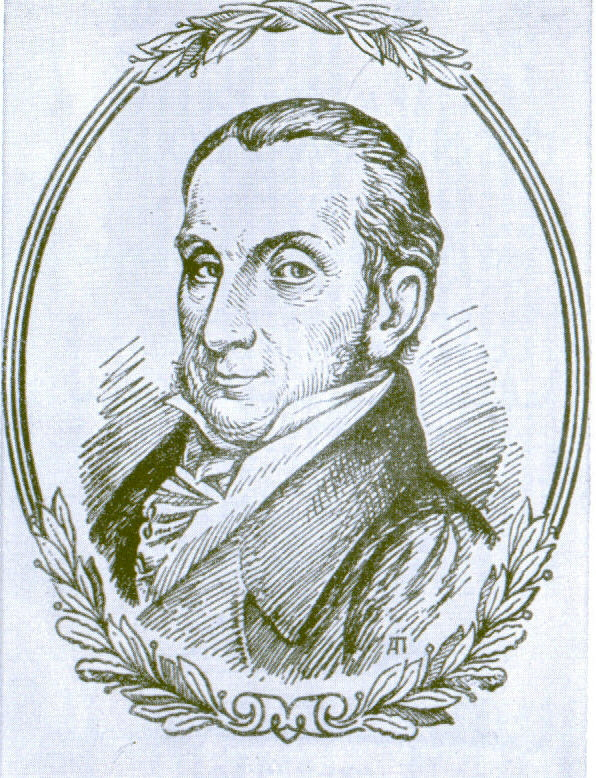
C. F. Wolff, autorstwo portretu niepewne

Caspar Friedrich Wolff (ur. 18 stycznia 1734 w Berlinie, zm. 22 lutego 1794 w Petersburgu) – niemiecki lekarz, anatom, fizjolog i embriolog. 
Pochodził z rodziny mieszczańskiej; był synem krawca. Studiował medycynę w Berlinie. Później przeniósł się na studia wyższego stopnia na Uniwersytet w Halle, który ukończył w 1759. Był twórcą teorii epigenezy. Jej założenia opisał w swojej pracy doktorskiej. Jego praca przyczyniła się do późniejszego obalenia teorii preformacji. Kontrowersje towarzyszące dysertacji spowodowały, że Wolff miał trudności ze znalezieniem posady na uczelni. W 1761 zatrudnił się jako chirurg w armii Królestwa Prus. W 1764 wydał pracę pt. Theorie von der Generation, w której podtrzymywał swój atak na teorię preformacji. W 1767 został profesorem na Uniwersytecie w Petersburgu. W stolicy Rosji pozostawał do końca życia. Jego głównym adwersarzem naukowym był Albrecht von Haller, gorący zwolennik teorii preformacji. Idea Wolffa nie została przyjęta w nauce za jego życia. Z początkiem XIX wieku Johann Friedrich Meckel przełożył jego pracę na język niemiecki, co spowodowało wzrost popularności epigenezy.
Na jego cześć nazwano moczowody pierwotne.

## Prace
- Theoria generationis, Halle 1759
- Theorie von der Generation, in zwei Abhandlungen erklärt und bewiesen, Berlin 1764
- De formatione intestinorum, Sankt Petersburg 1769
- De leone observationes anatomicae, Sankt Petersburg 1771
- Von der eigentümlichen und wesentlichen Kraft der vegetablischen sowohl, als auch der animalischen Substanz, als Erläuterung zu zwo Preisschriften über die Nutritionskraft, Sankt Petersburg 1789
- Explicatio tabularum anatomicarum VII, VIII et IX, Sankt Petersburg 1801
- Über die Bildung des Darmkanals in bebrüteten Hühnchen, Halle 1812